# 烏蛟騰

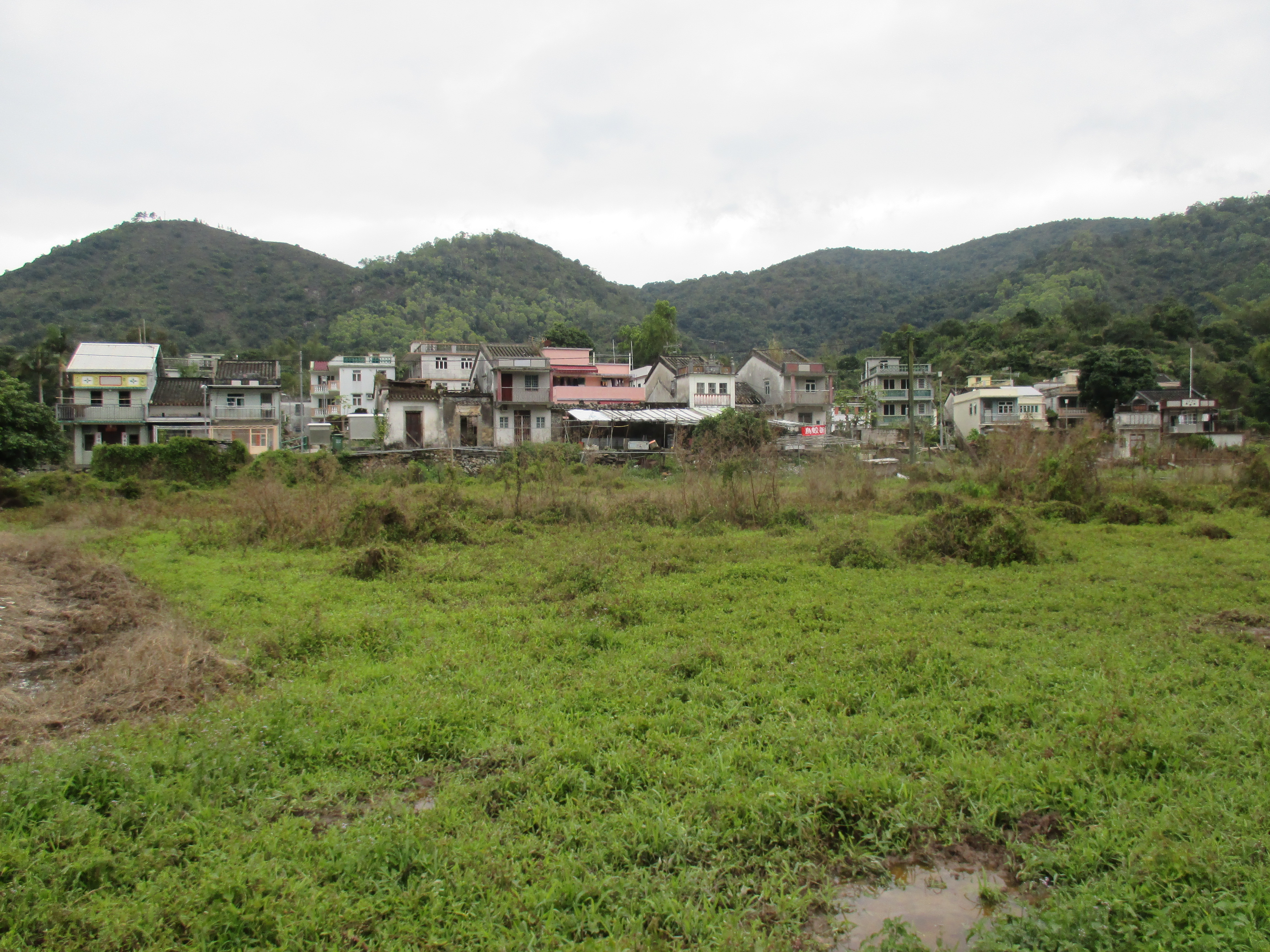
烏蛟騰（2016年）

烏蛟騰（英語：Wu Kau Tang，舊稱烏蛟田、烏龜田）位於香港新界東北部的北區，與船灣郊野公園為鄰。雖然烏蛟騰並不屬於郊野公園的範圍，但其低地叢林是香港原生物種集中地之一，擁有164種樹木、超過30種蜻蜓及超過50種蝴蝶，還有多種大型無脊椎動物。烏蛟騰亦是新界東北多條遠足路線的起訖點，同時也是1998年時任行政長官董建華提出發展中藥港計劃的選址。

## 鄉村
烏蛟騰村由新屋村、新屋下、嶺背、老圍、田心、河背、三家村組成。

### 李氏
開基始祖李氏第十七卋景茂公妣袁氏來自五華（舊稱長樂）錫坑村，於清朝康熙年間（公元1695年）先遷往永樂縣水口村，再輾轉遷歸善縣龍崗上寮及至新安縣現址。當時連袂南遷兄弟二人為梗宜與明芳兩公。
十五卋良發公裔孫開涌背村之基，第十八卋捷昌公分支到橫嶺頭建村立祠，捷登公移居到涌尾村。

### 王氏
清朝康熙四十二年（公元1703年）由梅縣松源遷至烏蛟騰。及後有分支往金竹排。
若再追溯是由太原分支遷移一路到福建再分支到梅縣

## 區議會議席分佈
由於烏蛟騰人口稀少，所以往往跟沙頭角等鄉村範圍劃為同一個選區。
| 年度/範圍  | 2000-2003 | 2004-2007 | 2008-2011 | 2012-2015 | 2016-2019 | 2020-2023 | 2024-2027  |
| ---------- | --------- | --------- | --------- | --------- | --------- | --------- | ---------- |
| 整個烏蛟騰 | 沙打選區  | 沙打選區  | 沙打選區  | 沙打選區  | 沙打選區  | 沙打選區  | 紅花嶺選區 |

## 交通
275R不會於星期六提供服務，除非當天是公眾假期。

## 註腳
1. ↑  . 漁農自然護理署. 6月18日  [2009-06-18]. （原始内容存档于2021-03-09）.